# Адам Чарноцький
Зорян Доленґа-Ходаковський, або Зорян Доленга-Ходаковський (пол. Zorian Dolenga-Chodakowski), справжні ім'я та прізвище — Адам Чарноцький (пол. Adam Czarnocki; 4 квітня 1784 — 29 листопада 1825, Тверська губернія) — білоруський археолог, етнограф і фольклорист.

## Життєпис
Народився у с. Підгайному Мінського воєводства, в сім'ї збіднілого шляхтича Якуба Чарноцького. У 1800 закінчив Слуцьке повітове училище.
У 1814 переїхав на Волинь і там за сприяння А. Кропинського проводив розшуки матеріалів зі слов'янської давнини. Тут він познайомився з А. Чарторийським, який також мав інтерес до слов'янської історії. У Пулавах, маєтку — А. Чарторийського — зустрівся з Немцевичем, Скимбарою, Ляхом Ширмою (пол. Krystyn Lach Szyrma), Сенкевичем, Князьніним, Спинкою. Багато часу працював у бібліотеці Крем'янецького ліцею та приватній бібліотеці Т. Чацького в Порицьку.
1817 відвідав Польщу, де знайшов малу кількість необхідного матеріалу. З 1818 працював у Синяві, де продовжував вивчати місцевий фольклор і діалекти. Після подорожі Західною Україною та півднем Польщі видав свою працю «Про слов'янщину перед Християнством».
Далі продовжив збирання матеріалу в Галичині. Тут він познайомився з місцевими збирачами усної народної творчості: Ф. Файгелем, І. Левицьким, І. Могильницьким. У селі Гряда під Львовом познайомився з етнографом Гнатом Любичем Червінським.
Мандрівка до Білорусі не принесла Адамові підтримки: йому відмовили в грошовій допомозі Віленський університет, а пізніше Румянцев, на якого Чарноцький покладав великі надії. Після цього прибув до Петербурга, де міністерство освіти субсидувало його подорож по північній Росії.
Працював адвокатом, багато подорожував, збираючи при цьому пам'ятки слов'янської старовини (звичаї, обряди, народні пісні), вивчав життя народу. Побував у багатьох місцевостях Польщі, Білорусі, України (Волинь, Поділля, Київщина, Полтавщина, Чернігівщина, Галичина) та у північних районах Російської імперії. Підтримував зв'язки з культурно-освітніми осередками Варшави, Кракова, Києва, Львова, Перемишля, Петербурга, з видатними діячами слов'янських культур: польської (Й. Лелевелем, Ю. Немцевичем, Ляхом Ширмою), української (М. Гриневецьким, І. Лаврівським, І. Могильницьким, В. Кукольником, П. Лодієм, І. Орлом, М. Максимовичем), російської (М. Погодіним, М. Полевим, П. Кеппеном). Член-кореспондент Варшавського товариства друзів наук та Вільного товариства прихильників російської словесності — фактичного філіалу декабристського Союзу благоденства. Автор досліджень з історичної географії, топоніміки, археології, етнографії, фольклористики, історії і культури давніх слов'ян.

## Творча робота
Основна праця — «Про Слов'янщину до прийняття християнства» (1813), у якій зробив першу спробу дати загальний огляд народної поетичної творчості як цінного джерела для характеристики стародавньої історії слов'янства, високо підносив моральні якості селянства як носія національної культури, кріпосницькій дійсності протиставляв відносну свободу в ранніх слов'ян, критикував норманську теорію, пропагував ідею слов'янської єдності.
Ідеї й науковий доробок Чарноцького високо цінували діячі слов'янських культур, зокрема, Йоахим Лелевель, засновники «Руської трійці». Його діяльність викликала чимало послідовників, зокрема серед членів таємних товариств «філоматів» і «філаретів» (Вільнюс), Товариства прихильників слов'янщини.
На території Правобережної України й Західної України зібрав і записав понад 2000 народних пісень — найбільше на той час зібрання в слов'янській фольклористиці. Ці пісні частково опублікували й використали Т. Шевченко, М. Максимович, П. Куліш, М. Драгоманов, В. М. Гнатюк, П. Шафарик, М. Гоголь та інші.
1974 у Києві вийшла найповніша збірка «Українські народні пісні в записах Зоряна Доленги-Ходаковського». Значну частину його записів зберігають у різних архівах України, Польщі та Росії.